# Arborimus
Arborimus és un gènere de rosegadors de la família dels cricètids. Les espècies d'aquest grup són endèmiques de l'oest de Nord-amèrica. Tenen un estil de vida arborícola. Durant molt de temps se'ls inclogué com a subgènere de Phenacomys i, de fet, encara hi ha alguns científics que defensen aquesta classificació. Tenen una llargada de cap a gropa de 10–11 cm i una cua de 6–8 cm. El nom genèric Arborimus significa ‘ratolí dels arbres’ en llatí.